# حسودی (ترانه کوئین)
«حسودی» (به انگلیسی Jealousy) تک‌آهنگی از گروه راک انگلیسی کوئین است که در سال ۱۹۷۹ میلادی منتشر شد.
موسیقی و ترانه این آهنگ نوشته فردی مرکوری (Freddie Mercury) میباشد. در نوازش این آهنگ، برایان مِی (Brian May) به سیمهای گیتار آکوستیک خود قطعاتی از سیم پیانو وصل کرده که صدایی مشابه سیتار تولید کند. نوازنده باس، جان دیکِن (John Deacon)، در طول آهنگ اشتباهاتی جزئی در نواختن باس خود مرتکب میشود. اما برای حفظ ضبط، کوئین جو اصلی آن را در نهایت نگه داشت. در "حسودی" تمام آلات به طور همزمان ضبط شده است. فردی مرکوری، علاوه بر خواندن، پیانوی این آهنگ را نیز مینوازد. "حسودی" تنها آهنگ کوئین و شاید تنها آهنگ یک گروه موسیقی غربی راک است که در اتحاد جماهیر شوروی منتشر و پخش شده. بعد از آن، این آهنگ در مسابقات المپیک ١٩٨٠ در مُسکو پخش شد.